# Japonica (bướm)
Japonica là một chi bướm ngày thuộc họ Lycaenidae.

## Hình ảnh

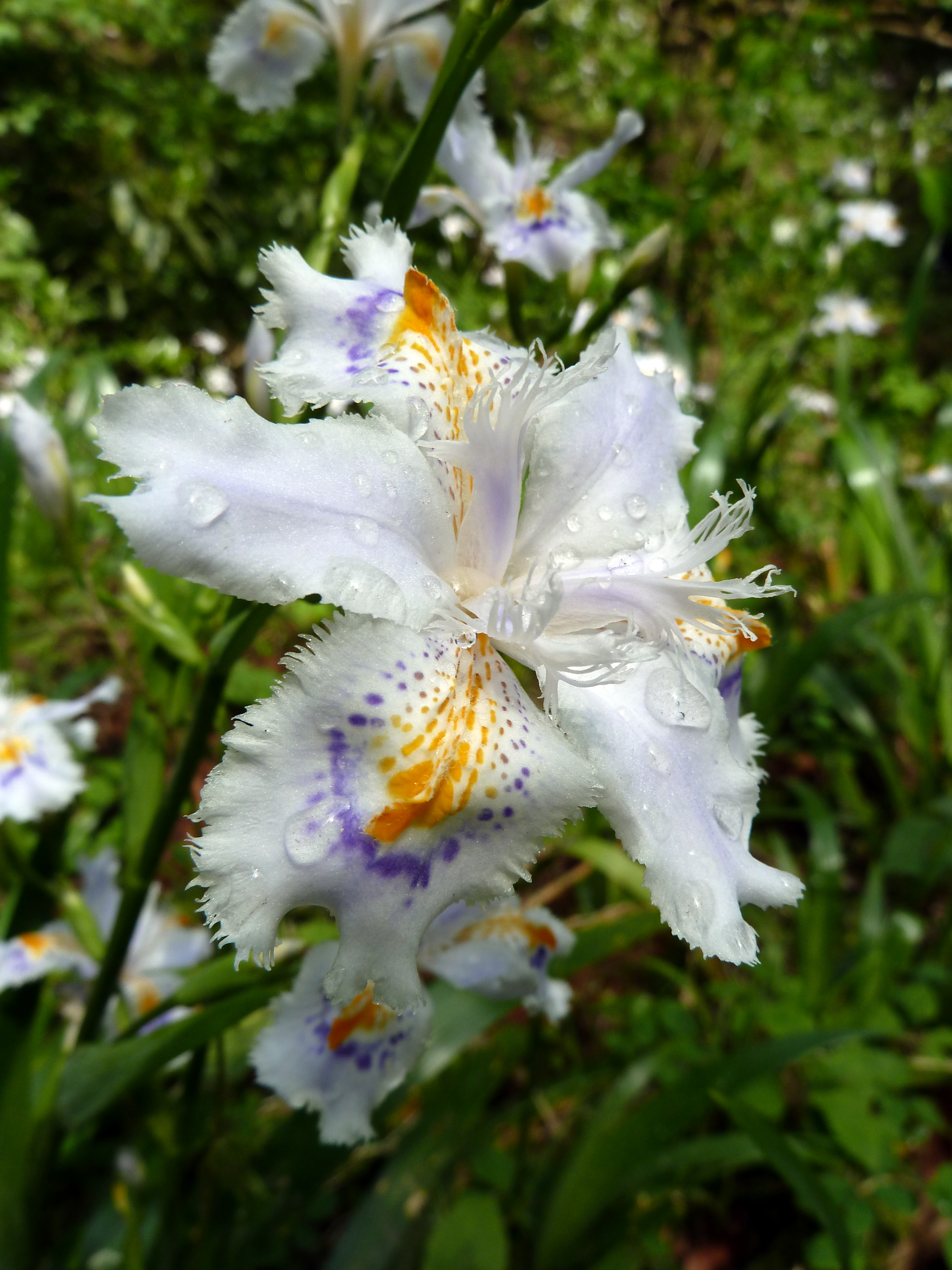